# Inexorable (film)
 (août 2021).
Si vous disposez d'ouvrages ou d'articles de référence ou si vous connaissez des sites web de qualité traitant du thème abordé ici, merci de compléter l'article en donnant les références utiles à sa vérifiabilité et en les liant à la section « Notes et références ».
Pour plus de détails, voir Fiche technique et Distribution.
Inexorable est un thriller franco-belge co-écrit et réalisé par Fabrice Du Welz, sorti en 2021.

## Synopsis
Jeanne Drahi, fille d'un célèbre éditeur  emménage dans la demeure familiale en compagnie de son mari, Marcel Bellmer, écrivain à succès, et de leur fille. Gloria, qu'ils engagent comme employée de maison, va progressivement détruire une vie familiale pourtant bien rangée.

## Fiche technique
Sauf indication contraire, les informations mentionnées dans cette section peuvent être confirmées par la base de données cinématographiques IMDb,  présente dans la section « Liens externes ».
- Titre francophone : Inexorable
- Réalisation : Fabrice Du Welz
- Scénario : Fabrice Du Welz, Joséphine Darcy Hopkins et Aurélien Molas
- Direction artistique : Manu de Meulemeester
- Photographie : Manuel Dacosse
- Montage : Anne-Laure Guégan
- Musique : Vincent Cahay
- Budget : 3 millions d'euros[1]
- Pays de production :  France,  Belgique
- Format : couleur — Super 16[2],[3] — 2,35:1
- Genre : thriller
- Durée : 98 minutes
- Dates de sortie :
  - France : 7 septembre 2021 (Festival du cinéma américain de Deauville)[4] ; 6 avril 2022 (sortie nationale)
  - Canada : 11 septembre 2021 (Festival de Toronto)
- Film interdit aux moins de 12 ans lors de sa sortie en salles en France

## Distribution
- Benoît Poelvoorde : Marcel Bellmer
- Alba Gaïa Bellugi : Gloria Bartel
- Mélanie Doutey : Jeanne Drahi Bellmer
- Janaïna Halloy Fokan : Lucie Drahi Bellmer
- Anaël Snoek : Paola
- Jackie Berroyer : le taulier
- Sam Louwyck : Harry Ledoux
- Tania Garbarski : Elia
- David Murgia : le propriétaire du chenil
- Catherine Salée : la journaliste

## Production

### Tournage
Le tournage a lieu durant l'été 2020, notamment au Château de Roumont.

## Sortie

### Accueil critique
En France, le site Allociné recense une moyenne des critiques presse de 3,3/5.

### Box-office
Après une première semaine à 15 001 entrées dans moins de 100 salles, le film termine sa course à 25 049 entrées après 6 semaines d'exploitation, ce qui ne lui permet pas de rentrer dans son budget d'environ 3 millions d'euros,.

## Distinctions

### Sélections
- Festival du cinéma américain de Deauville 2021
- Festival international du film de Toronto 2021 : en section Gala Presentations
- L'Étrange Festival 2021 : compétition officielle[6]
- Festival international du film de Catalogne 2021 : en compétition internationale